# Els Castellets (la Vall d'en Bas)
Els Castellets és una muntanya de 1.142 metres que es troba al municipi de la Vall d'en Bas, a la comarca catalana de la Garrotxa.